# Brunsó
Brunsó es una entidad de población española del municipio de Esponellá, perteneciente a la provincia de Gerona, en la comunidad autónoma de Cataluña. En 2022, tenía empadronados veinticinco habitantes.